# Frédéric Fiebig

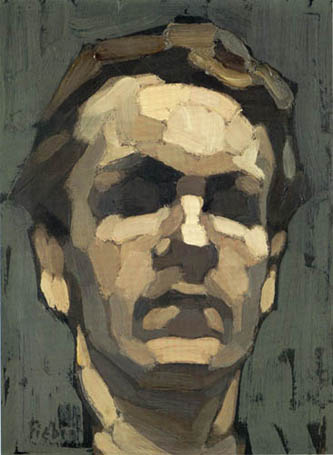
Selbstbildnis (1905)

Enfants dans le pré (1930)

Frédéric Fiebig (lettisch Frederiks Fībigs, geboren 17. Mai 1885 in Talsi, Russisches Kaiserreich; gestorben 6. Februar 1953 in Sélestat) war ein lettisch-französischer Maler.

## Leben
Friedrich Fiebigs Vater war Zimmermann deutsch-baltischer Herkunft, seine Mutter war Lettin und arbeitete als Näherin. Er besuchte in Riga das Gymnasium und erhielt private Förderung zum Studium der Malerei. Er studierte klassische Malerei ab 1905 in St. Petersburg an der Schule der Gesellschaft zur Förderung der Künste und bei Dmitri Kardowski. Er heiratete 1906 und ging nach Frankreich, wo er 1907 für ein halbes Jahr an der Académie Julian bei Henri Royer und bei Marcel Baschet studierte. Nach einer Wanderung durch Italien erhielt er 1911 in Paris erste Anerkennung für seine Landschaftsbilder und Holzschnitte. Von 1908 bis 1922 war er regelmäßig auf dem Salon des Independants vertreten und von 1909 bis 1927 auf dem Salon d’Automne. 1929 zog er mit seiner Frau, sowie zwei Kindern aus einer anderen Beziehung ins Elsass nach Schlettstadt. Sein Sohn starb 1932 dort mit elf Jahren an einer Krankheit, und Fiebig geriet in eine persönliche Krise, verarmte und wurde in der Region 1934/35 als Sonderling und Eremit vom Taennchel bekannt. Nach der deutschen Okkupation Frankreichs 1940 wurde die Mutter seiner Kinder als Jüdin Opfer des Holocaust, Fiebigs halbjüdische Tochter überlebte die KZ-Haft in Gaggenau. Fiebig erblindete nahezu, lebte nach dem Krieg in Schlettstadt in einem Aufnahmelager in der Schweisgut-Kaserne und kam aus der Armut nicht mehr heraus.
Fiebig malte Ortsansichten, Blumenstillleben und Porträts in einem postimpressionistischen Stil.

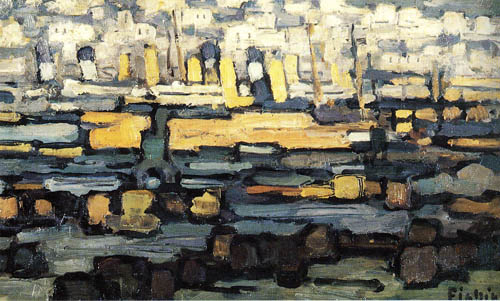
Le port de Gênes (1911)
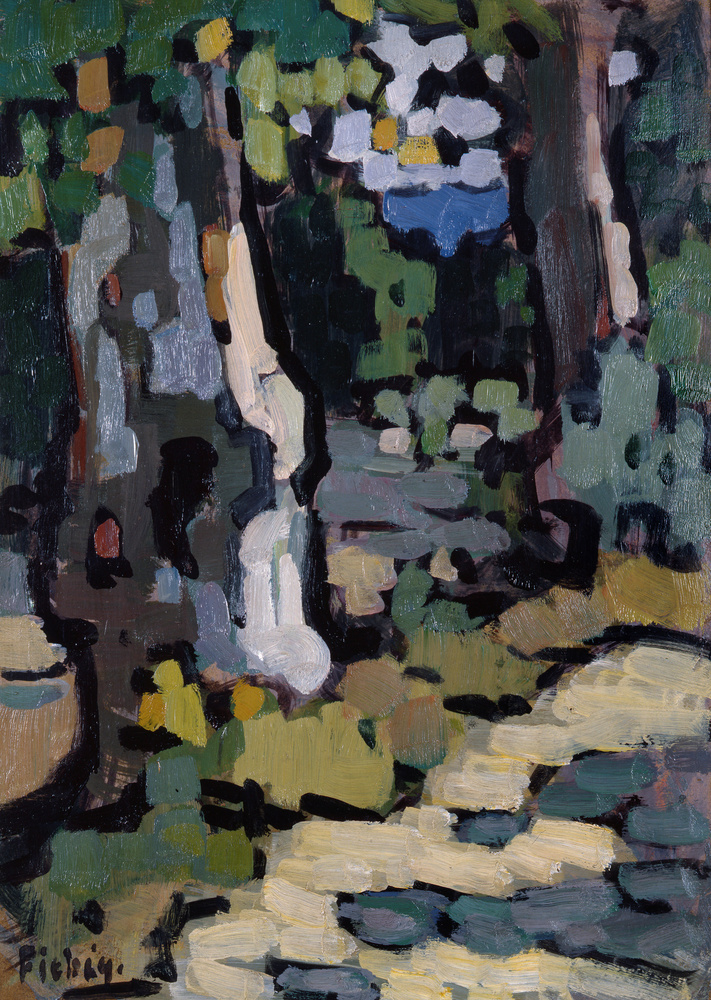
Platanen
Rodern (1930)
Chapelle Saint Sébastien (1931)
Au Taennchel (1934)
La Grimmelshütte (1934)